# Купер, Эшли
Э́шли Ку́пер (англ. Ashley Cooper; 15 сентября 1936, Мельбурн — 22 мая 2020) — австралийский теннисист, первая ракетка мира среди любителей в 1957 и 1958 годах.
- Четырёхкратный победитель турниров Большого шлема в одиночном разряде
- Четырёхкратный победитель турниров Большого шлема в мужском парном разряде
- Двукратный обладатель Кубка Дэвиса в составе сборной Австралии
- Член Зала спортивной славы Австралии с 1987 года и Международного зала теннисной славы с 1991 года, кавалер ордена Австралии.

## Биография
Эшли Купер, воспитанник теннисной школы Гарри Хопмана, в юности был вынужден бороться с недостаточно эффективным выходом к сетке и общей физической подготовкой, затруднявшими его прогресс. После того, как эти трудности были преодолены, Купер, обладатель великолепного бэкхенда, стал одним из самых успешных игроков Австралии.
В свой первый финал взрослого турнира Купер пробился в 1952 году, в 16 лет, а первый титул завоевал в 1956 году. В этот же год он в паре со старшим соотечественником Лью Хоудом дошёл до финала чемпионата Франции. В 20 лет он завоевал свои первые титулы на турнирах Большого шлема, выиграв в 1957 году чемпионат Австралии в одиночном разряде, а чемпионат Франции и чемпионат США — в парном. В одиночных финалах Уимблдонского турнира и чемпионата США он уступил двум другим австралийцам — Хоуду и Мэлу Андерсону. В конце сезона в составе сборной Австралии он завоевал Кубок Дэвиса, победив в решающей пятой игре матча против команды США Барри Маккея.
Хотя в конце сезона 1957 года Купер уже занял первую строчку в рейтинге сильнейших теннисистов мира, составляемом газетой «Daily Telegraph», главный успех пришёл к нему на следующий год. За сезон 1958 года Купер, которому не исполнилось ещё 22 лет, выиграл три из четырёх турниров Большого шлема — чемпионат Австралии, Уимблдон и чемпионат США — в одиночном разряде. Для завоевания Большого шлема ему не хватило лишь победы в единственном грунтовом турнире Большого шлема — чемпионате Франции, где он проиграл в полуфинале чилийцу Луису Айяле. В определённой степени Купер компенсировал себе это поражение, второй год подряд победив во Франции в парном разряде. До этого он также выиграл чемпионат Австралии в парах. В конце сезона он снова встретился в составе сборной Австралии в решающем матче за Кубок Дэвиса с командой США, но, снова победив Маккея, проиграл свою вторую встречу Алексу Ольмедо, и австралийцы уступили кубок американцам с общим счётом 3:2. По итогам года Купер был вторично назван первой ракеткой мира.
В конце декабря 1958 года Купер женился на Хелен Вуд, Мисс Австралии 1957 года, а в начале января следующего года присоединился к профессиональному турне Джека Креймера в качестве соперника действующего чемпиона среди профессионалов Панчо Гонсалеса. В качестве профессионала Купер выступал менее успешно, хотя на его счету и были несколько побед в профессиональных турнирах между 1959 и 1963 годом, в основном в парном разряде, включая победу в профессиональном чемпионате США 1960 года с Алексом Ольмедо (в одиночном разряде Ольмедо, будущий чемпион, обыграл Купера в полуфинале), а также выход в финал профессионального чемпионата Франции 1962 года, где они с Андерсоном проиграли Хоуду и Кену Розуоллу. После начала Открытой эры Купер, которому в это время было чуть больше тридцати лет, некоторое время продолжал выступать в открытых теннисных турнирах, в том числе в паре с младшим братом Джоном, но высоких мест не занимал. После завершения выступлений в 1973 году он некоторое время возглавлял большой теннисный комплекс в Брисбене, а позже занимал административные должности в федерациях тенниса Квинсленда и Австралии. Умер после долгой болезни в мае 2020 года.
В 1997 году имя Эшли Купера было включено в списки Зала спортивной славы Австралии. В 2001 году он стал членом Международного зала теннисной славы, а в 2007 году был произведён в кавалеры ордена Австралии за «службу теннису в ряде организаций, руководящих и развивающих этот вид спорта, а также как игрок, тренер и учитель молодых игроков».

## Участие в финалах турниров Большого шлема за карьеру

### Одиночный разряд (6)

#### Победы (4)
| Год  | Турнир                  | Соперник в финале  | Счёт в финале            |
| ---- | ----------------------- | ------------------ | ------------------------ |
| 1957 | Чемпионат Австралии     | Нил Фрейзер        | 6-3, 9-11, 6-4, 6-2      |
| 1958 | Чемпионат Австралии (2) | Малькольм Андерсон | 7-5, 6-3, 6-4            |
| 1958 | Уимблдонский турнир     | Нил Фрейзер        | 3-6, 6-3, 6-4, 13-11     |
| 1958 | Чемпионат США           | Малькольм Андерсон | 6-2, 3-6, 4-6, 10-8, 8-6 |

#### Поражения (2)
| Год  | Турнир              | Соперник в финале  | Счёт в финале  |
| ---- | ------------------- | ------------------ | -------------- |
| 1957 | Уимблдонский турнир | Лью Хоуд           | 2-6, 1-6, 2-6  |
| 1957 | Чемпионат США       | Малькольм Андерсон | 8-10, 5-7, 4-6 |

### Мужской парный разряд (7)

#### Победы (4)
| Год  | Турнир                | Партнёр            | Соперники в финале        | Счёт в финале           |
| ---- | --------------------- | ------------------ | ------------------------- | ----------------------- |
| 1957 | Чемпионат Франции     | Малькольм Андерсон | Дон Кэнди Мервин Роуз     | 6-3, 6-0, 6-3           |
| 1957 | Чемпионат США         | Нил Фрейзер        | Гарднар Маллой Бадж Патти | 4-6, 6-3, 9-7, 6-3      |
| 1958 | Чемпионат Австралии   | Нил Фрейзер        | Рой Эмерсон Боб Марк      | 7-5, 6-8, 3-6, 6-3, 7-5 |
| 1958 | Чемпионат Франции (2) | Нил Фрейзер        | Эйб Сегал Боб Хоу         | 3-6, 8-6, 6-3, 7-5      |

#### Поражения (3)
| Год  | Турнир              | Партнёр            | Соперники в финале       | Счёт в финале  |
| ---- | ------------------- | ------------------ | ------------------------ | -------------- |
| 1956 | Чемпионат Франции   | Лью Хоуд           | Дон Кэнди Боб Перри      | 5-7, 3-6, 3-6  |
| 1957 | Чемпионат Австралии | Малькольм Андерсон | Нил Фрейзер Лью Хоуд     | 8-10, 5-7, 4-6 |
| 1958 | Уимблдонский турнир | Нил Фрейзер        | Свен Давидсон Ульф Шмидт | 3-6, 6-8, 4-6  |

## Участие в финальных матчах Кубка Дэвиса (1+1)
| Результат | Год  | Место финала | Команда                                     | Соперник в финале                       | Счёт |
| --------- | ---- | ------------ | ------------------------------------------- | --------------------------------------- | ---- |
| Победа    | 1957 | Мельбурн     | Австралия М. Андерсон, Э. Купер, М. Роуз    | США Б. Маккей, В. Сейксас               | 3-2  |
| Поражение | 1958 | Брисбен      | Австралия М. Андерсон, Э. Купер, Н. Фрейзер | США Б. Маккей, А. Ольмедо, Г. Ричардсон | 2-3  |